# Vlag van Assendelft

Vlag van de voormalige gemeente Assendelft
(1571-1974)

Dorpsvlag van Assendelft

De vlag van Assendelft is nooit officieel als gemeentevlag van de toenmalige gemeente Assendelft aangenomen. De vlag kan als volgt worden beschreven:
Rood, met een witte stappende hengst.
Alhoewel de vlag niet officieel staat geregistreerd, wordt er al vóór 1501 melding van gemaakt in een der Nederlandse Incunabelen. Dit boek was geschreven door de kanunnik Willem Herman van Gouda. Hieruit bleek dat Assendelft het recht had een eigen vlag te voeren. Historisch bleek het "steigerend witte paard op een rode doek" ook de enig juiste. Vlag en wapen komen redelijk overeen. Het wapen dat de heren van Assendelft voerden – een paard van zilver, stappend op een rood veld, ging na het verdwijnen van de feodale structuur in het jaar 1795 over op de burgerlijke gemeente Assendelft.
Op veel plekken in Assendelft is dit paard, soms wat denigrerend het 'hinkend vool' genaamd, terug te vinden. Zo is een afbeelding te vinden op de voorgevel van het voormalige gemeentehuis in het centrum van Assendelft. In de raadszaal van dit gemeentehuis hing een banier met daarop ook het 'hinkend vool' afgebeeld. Dit ligt nu in de archieven van het Zaans Museum. De oorsprong van het wapen is terug te voeren op een wapenlegende van Guilelmus Hermanus Goudamus:
“Wie (namelijk te Assendelft) een mens vermoordt en te paard stijgt, is veilig of gered. Paarden zijn er namelijk niet. De Assendelvers voeren als teken in hun schild een paard om deze oorzaak. Een trekpaard (caballus) was naar hun oevers gezwommen; de hele streek wapende zich en heeft eindelijk met veel moeite het onbekende dier gedood. Voor deze, hun overwinning en strijd kregen zij een trekpaard in hun vaan (vexillum).”
Het gemeentelijk dundoek bleef tot 1 januari 1974 in gebruik, op die dag is de gemeente opgegaan in de nieuw opgerichte gemeente Zaanstad. De dorpsvlag dat in Assendelft wordt gebruikt, tonen echter een ander ontwerp voor het paard.

## Verwant symbool

Wapen van Assendelft

Akersloot
· Andijk
· Anna Paulowna 
· Assendelft 
· Beemster 
· Bennebroek 
· Blokker 
· Broek in Waterland 
· Bussum 
· Callantsoog 
· Edam 
· Egmond 
· Egmond aan Zee 
· Egmond-Binnen 
· Graft-De Rijp 
· 's-Graveland 
· Haarlemmerliede en Spaarnwoude 
· Harenkarspel 
· Heerhugowaard 
· Hensbroek 
· Hoogwoud 
· Ilpendam 
· Jisp 
· Krommenie 
· Langedijk 
· Limmen 
· Marken 
· Midwoud 
· Monnickendam 
· Muiden 
· Naarden 
· Nederhorst den Berg 
· Nibbixwoud 
· Niedorp 
· Noorder-Koggenland 
· Obdam 
· Opperdoes 
· Schermer 
· Schermerhorn 
· Schoorl 
· Sint Maarten 
· Terschelling 
· Terschelling en Vlieland 
· Twisk 
· Venhuizen 
· Vlieland 
· Warmenhuizen
· Weesp
· Wervershoof 
· Wester-Koggenland 
· Westwoud 
· Westzaan 
· Wieringen 
· Wieringermeer 
· Wijdewormer 
· Wognum 
· Wormer 
· Wormerveer 
· Zaandam 
· Zaandijk 
· Zeevang 
· Zijpe
Abbekerk
· Assendelft
· Bergen
· Bovenkarspel
· Buitenveldert
· Bussum
· De Rijp
· Driemond
· Groet
· Grootschermer
· Graft
· Hauwert
· Huisduinen
· Julianadorp
· Koog aan de Zaan
· Krommenie
· Krommeniedijk
· Lambertschaag
· Marken
· Middelie
· Muiden
· Muiderberg
· Naarden
· Nauerna
· Nibbixwoud
· Nieuw-Vennep
· Omval
· Opperdoes
· Rijsenhout
· Sijbekarspel
· Sint Pancras
· Sloten
· Spaarndam
· Vogelenzang
· Weesp
· Wijk aan Zee
· Wormerveer
· Zaandijk
· Zwaagdijk-West